# Oedipodium fuegianum
Oedipodium fuegianum là một loài rêu trong họ Oedipodiaceae. Loài này được Kuhnem. & Gonç.-Carr. mô tả khoa học đầu tiên năm 1979.